# Route 386 (Québec)
Pour les articles homonymes, voir Route 386.
La route 386 (R-386) est une route régionale québécoise d'orientation est / ouest située sur la rive nord du fleuve Saint-Laurent. Elle dessert la région administrative de l'Abitibi-Témiscamingue.

## Tracé
La route 386 débute à Amos, à l'angle de la route 111. Après avoir traversé quelques petits villages, elle se termine à Senneterre, à l'angle de la route 113. Elle sert de principal lien routier entre ces deux villes.

## Localités traversées (d'ouest en est)
Liste des municipalités dont le territoire est traversé par la route 386, regroupées par municipalité régionale de comté.

### Abitibi-Témiscamingue
Abitibi
- Amos
- Landrienne
- Barraute

La Vallée-de-l'Or
- Belcourt
- Senneterre (Paroisse)
- Senneterre (Ville)

## Intersections majeures
| MRC                                           | Municipalité | km    | Destinations                                  | Notes                                     |
| --------------------------------------------- | ------------ | ----- | --------------------------------------------- | ----------------------------------------- |
| Abitibi                                       | Amos         | 0,00  | R-111 – Amos, Val-d'Or, Saint-Marc-de-Figuery |                                           |
| Abitibi                                       | Barraute     | 30,10 | R-397 nord – La Morandière                    | Terminus ouest du multiplex avec la R-397 |
| Abitibi                                       | Barraute     | 45,40 | R-397 sud – Val-d'Or                          | Terminus est du multiplex avec la R-397   |
| La Vallée-de-l'Or                             | Senneterre   | 74,70 | R-113 – Lebel-sur-Quévillon, Val-d'Or         | La R-386 est devient la R-113 nord        |
| - Terminus de multiplex - Transition de route |              |       |                                               |                                           |